# Пиллинджер, Колин
Колин Пиллинджер (англ. Colin Pillinger; 9 мая 1943, Бристоль — 7 мая 2014, Кембридж) — британский учёный, доктор философии, руководитель проекта, инициатор и научный руководитель группы по созданию космического аппарата «Бигль-2», предназначенного для исследования поверхности Марса в рамках проекта Европейского Космического Агентства «Марс-экспресс».
Руководил отделением космической планетарной науки в Открытом университете Великобритании, в начале 70-х изучал пробы с поверхности Луны, доставленные на Землю экипажем космического корабля «Аполлон-11», проводил исследования химического состава метеоритов. Профессор, был женат, имеет двоих детей. Жил на ферме неподалёку от Кембриджа.

## Награды
- Орден Британской империи (2003)
- Премия Майкла Фарадея (2011)